# Buchtitelzeichen
Die in der chinesischen Schrift verwendeten Buchtitelzeichen oder Buchtitelinterpunktionszeichen (書名號 / 书名号,  shūmínghào (《》,〈〉)) sind Symbole der chinesischen Schrift, die verwendet werden, um Buchtitel, Zeitschriftentitel oder Titel sonstiger schriftlicher Werke zu kennzeichnen.
Sie werden überwiegend in chinesischen Lexika wie dem Cihai verwendet.
Von den Buchtitelzeichen zu unterscheiden sind die für die direkte Rede verwendeten gewöhnlichen chinesischen Anführungszeichen (chinesisch 引號 / 引号, Pinyin yǐnhào (“”,‘’;『』,「」)).

## Unicode
Bei Unicode tragen diese für die Kennzeichnung der Buch- und Zeitschriftentitel verwendeten Symbole die folgenden Bezeichnungen und Nummern.
- 〈 LEFT ANGLE BRACKET (Spitze Klammer links) U+3008 (12296)
- 〉 RIGHT ANGLE BRACKET (Spitze Klammer rechts) U+3009 (12297)
- 《 LEFT DOUBLE ANGLE BRACKET (Doppelte spitze Klammer links) U+300A (12298)
- 》 RIGHT DOUBLE ANGLE BRACKET (Doppelte spitze Klammer rechts) U+300B (12299)